# Nursery Suite
La Nursery Suite è una delle ultime composizioni di Edward Elgar. Come le suite The Wand of Youth di Elgar, utilizza abbozzi musicali tratti dalla giovinezza del compositore.

## Storia
La composizione della Nursery Suite nacque quando Elgar, nel settembre del 1930, accennò a William Laundon Streeton della HMV (la Gramophone Company) che aveva recentemente ritrovato una scatola con degli abbozzi musicali dei tempi della sua giovinezza. Streeton suggerì che, come Master of the King's Musick, avrebbe potuto attingere opportunamente ad essi per creare un'opera per celebrare la recente nascita della Principessa Margaret Rose, (allora quarta in linea per il trono sua sorella maggiore la Principessa Elisabetta (la futura Regina Elisabetta II) e la loro madre (la Duchessa di York).

## Analisi musicale
La maggior parte dei movimenti appare leggera, nello stile delle suite The Wand of Youth e prevalentemente di carattere solare. Alcuni commentatori hanno fatto un'eccezione per "The Waggon (Passes)": Michael Kennedy, un'autorità nello studio di Elgar, suggerisce che mentre il carro, ("wagon"), (Elgar usava l'ortografia più antica, "waggon") rimbomba verso di noi la musica diventa sinistra in un modo che ricorda le battute nello Scherzo della Seconda Sinfonia, quando, secondo le parole di Elgar, "le ruote mi passano sopra la testa". Anthony Payne attinse alla forma di questo movimento per la fine della sua elaborazione degli schizzi della Terza sinfonia.

### Movimenti
Ci sono sette movimenti e una coda:
1.	Aubade (Awake)
2.	The Serious Doll
3.	Busy-ness
4.	The Sad Doll
5.	The Waggon (Passes)
6.	The Merry Doll
7.	Dreaming – Envoy (Coda)

### Strumentazione
È orchestrato per 2 flauti, 2 oboi, 2 clarinetti in si bemolle, 2 fagotti, 4 corni in fa, 2 trombe (entrambe in si bemolle e do), 3 tromboni, tuba, timpani (3), 2 percussionisti (il primo con triangolo, tamburello e glockenspiel, il secondo con  rullante, triangolo, tamburello, grancassa e piatti) e la sezione degli strumenti ad arco. Non tutti questi strumenti sono suonati in tutti i movimenti.

## Esecuzioni
Nursery Suite fu uno dei primi brani di musica orchestrale ad avere una prima in uno studio di registrazione (Kingsway Hall, Londra) anziché in una sala da concerto (anche se la prima sessione di registrazione di Elgar, nel febbraio 1914, aveva compreso la prima della miniatura "Carissima"). Alla sua prima esecuzione, il 23 maggio 1931, tutti tranne gli ultimi due movimenti furono registrati sotto la direzione del compositore. Gli ultimi due movimenti furono aggiunti quando l'intera suite fu eseguita il 4 giugno 1931 davanti a un pubblico invitato, tra cui la Principessa Elisabetta, di quattro anni, e i suoi genitori. L'esecuzione del brano richiede circa 25 minuti.

## Accoglienza
Recensendo il lavoro quando apparve per la prima volta, W.R. Anderson scrisse su Gramophone: "L'ultimo movimento, con la sua sorprendente cadenza di violino, sembra particolarmente significativo. Indica i ricordi, che anche nella musica sono, se va bene, appena accennati, non esplicitamente dichiarati: non perché facciano male, ma perché la gioventù può capirli solo così... Qui c'è il vecchio fuoco, con almeno due movimenti sugli altri sei che mostrano una freschezza distinta da quella della Wand of Youth ... con la naturale grandezza del cuore e dello spirito - qualcosa di più di qualsiasi genio possa conferire - che segna e ha segnato per tutta la sua vita il nostro amato Edward Elgar ".

## I balletti
The ballet "Nursery Suite", with Elgar's music, choreography by Ninette de Valois and scenery and costumes by Nancy Allen, was first performed by the Vic-Wells Ballet (now Royal Ballet) on 19 March 1932 at the Sadler's Wells Theatre. The cast included Anton Dolin, Alicia Markova and Joy Newton.
The choreographer Frederick Ashton used The Nursery Suite for a new ballet (his last) in 1986 for the Queen's sixtieth birthday gala at the Royal Opera House.